# Czesław Mejro
Czesław Mejro, niekiedy nazwisko pisane Meyro, (ur. 31 stycznia 1908 w Warszawie, zm. 24 marca 1986 tamże) – polski naukowiec, profesor Politechniki Warszawskiej, w młodości lekkoatleta.

## Życiorys

### Kariera lekkoatletyczna
Był zawodnikiem Polonii Warszawa. Zdobył tytuły mistrza Polski w sztafecie 4 × 400 metrów w 1929 i 1930 oraz w skoku wzwyż w 1930. Był wicemistrzem Polski w sztafecie 4 × 100 metrów w 1927, w sztafecie 4 × 400 metrów w 1926 i 1927 oraz w skoku wzwyż w 1926, a także brązowym medalistą w biegu na 400 metrów przez płotki w 1926 i 1927, w dziesięcioboju w 1929, w sztafecie 4 × 100 metrów w 1930 oraz w sztafecie 4 × 400 metrów w 1932. Trzykrotnie wystąpił w meczach lekkoatletycznych reprezentacji Polski w 1926, 1930 i 1931, odnosząc jedno zwycięstwo indywidualne.
Był rekordzistą Polski w sztafecie 4x400 metrów z czasem 3:28,6, uzyskanym 22 maja 1927 w Warszawie. W lipcu 1927 zdobył mistrzostwo WOZLA w pięcioboju (skok w dal, rzuty dyskiem i oszczepem, biegi na 200 i 1500 m). 

### Studia i okres wojenny
Ukończył w 1932 studia na Wydziale Elektrycznym Politechniki Warszawskiej. Od 1936 do 1944 pracował w Zakładach Wytwórczych Aparatury Wysokiego Napięcia Kazimierza Szpotańskiego w Międzylesiu.
Walczył w kampanii wrześniowej w obronie Modlina, następnie działał w konspiracji, od połowy 1941 brał udział w przygotowaniu dla jej potrzeb sprzętu radiowego.

### Kariera zawodowa
Od maja 1945 do 1946 był naczelnym dyrektorem Zjednoczenia Energetycznego Okręgu Mazurskiego w Olsztynie. Od 1946 pracował na Politechnice Warszawskiej. W 1950 otrzymał tytuł profesora nadzwyczajnego. W latach 1951–1952 był prodziekanem, a w latach 1952–1954 dziekanem Wydziału Elektrycznego, zaś w latach 1954–1955 prorektorem Politechniki Warszawskiej. Od 1962 pracował w Instytucie Techniki Cieplnej, gdzie od 1965 był kierownikiem Zakładu Gospodarki Energetycznej. W latach 1976–1980 był również profesorem Instytutu Podstawowych Problemów Techniki PAN.

## Życie prywatne
Ożenił się z Janiną Sołtysówną (1915–1989), z którą mieli dwie córki: Ewę (ur. 1937), po mężu Ostrowską, oraz Krystynę Marię (ur. 1948), po mężu Stroulger.
Zmarł w Warszawie, pochowany na cmentarzu Wojskowym na Powązkach (kwatera C-A-44).

## Odznaczenia
- Medal 10-lecia Polski Ludowej (19 stycznia 1955)[13]
- Złota Odznaka Honorowa „Za Zasługi dla Warszawy” (17 stycznia 1963)[14]

## Publikacje
- Elektroenergetyczne sieci miejskie (1959)
- Podstawy gospodarki energetycznej (1968, 1974, 1980)